# 1934 Jeffers
1934 Jeffers è un asteroide della fascia principale del diametro medio di circa 6,46 km. Scoperto nel 1972, presenta un'orbita caratterizzata da un semiasse maggiore pari a 2,3894517 UA e da un'eccentricità di 0,3005935, inclinata di 23,14543° rispetto all'eclittica.
L'asteroide è dedicato all'astronomo statunitense Hamilton M. Jeffers.